# غلوريا باركر
غلوريا باركر (بالإنجليزية: Gloria Parker)‏ هي مقدمة برامج إذاعية وموسيقية ومغنية أمريكية، ولدت في القرن العشرين.

## وصلات خارجية
- غلوريا باركر على موقع IMDb (الإنجليزية)
- غلوريا باركر على موقع قاعدة بيانات الفيلم (الإنجليزية)